# Karl Sanders
Karl Sanders (ur. 5 czerwca 1963 w Greenville) – amerykański muzyk, kompozytor, wokalista i gitarzysta. Sanders znany jest przede wszystkim z wieloletnich występów w grupie Nile, której był współzałożycielem. Zajmuje on czwarte miejsce w rankingu najlepszych deathmetalowych muzyków stworzonym przez Decibel Magazine. Ma bardzo dużą wiedzę na temat mitologii egipskiej, co zresztą mocno odcisnęło się na jego twórczości.
Przed stworzeniem Nile, w 1980 grał w thrashmetalowym zespole Morriah. Zagrał również kilka lokalnych występów z młodym Morbid Angel i kilkoma innymi amerykańskimi grupami deathmetalowymi.
Sanders zapoczątkowały własny solowy projekt w 2004. Znaczna część muzyki, którą gra posiada wpływy z twórczości Nile. Nagrał własny album długogrający noszący tytuł Saurian Meditation, który został wydany 26 października 2004 przez wytwórnię Relapse Records.

## Instrumentarium
| Gitary - Double neck KXK 11 and 6 - Double neck KXK 6 - Dean '79 Series V - Dean V Nile Custom - Dean Black Gold ML - Jackson Custom shop V - KxK Spear V - 1973 Fender Stratocaster - Dean KS V7 - USA Dean Custom V - KxK Warrior V7 - KxK Gold Warrior V "Spear" - KxK Warrior V - Godin Glissentar - Godin ACS Slim Solid Body Nylon string - Dean 12-string acoustic - Baglama Saz Przystawki - Seymour Duncan Invader - Seymour Duncan Distortion - The Pearly Gates - Full Shred | Zestaw rack: - Korg DTR-1 Tuner - Lexicon MPX110 - Roland GP-8 - Funk Logic Dynamicator Wzmacniacze i kolumny głośnikowe - Marshall JCM2000 DSL-100 Amplifier - Marshall 1960 a/b Cabinets (Celestion G12T-75) - Splawn Quickrod - Engl Invader 100 E642 Efekty - Lexicon MX100 reverb - Roland GR-1 guitar synth - Roland PK-5 Midi pedals Kable i kostki gitarowe - Monster cable - Dunlop Tortex Sharp Picks |

## Dyskografia
Albumy solowe
- Saurian Meditation (2004)
- Saurian Exorcisms (2009)[6]

Gościnnie
- Morbid Angel – Heretic (2003)[7]
- Behemoth – Demigod (2004)[8]
- Ex Deo – Romulus (2009)[9]
- Grave – Burial Ground (2010)[10]
- Nervecell – Psychogenocide (2011)[11]
- George Kollias – Invictus (2015)[12]